# Hedi Hauser
Hedi Hauser (n. 26 ianuarie 1931, Timișoara, România – d. 20 iulie 2020, Hamburg, Germania) a fost o scriitoare de cărți pentru copii, în limba germană, originară din România.

## Biografie
După bacalaureat în anul 1950 la Timișoara, Hedi Hauser a  început la Universitatea din București studiul de filologie (Facultatea de limbi germanice), pe care l-a întrerupt după câteva semestre. Temporar, a lucrat în schimbul de noapte drept corector la cotidianul de limbă germană "Neuer Weg" (București).
Din 1952 până în 1988, când a rămas văduvă, a fost căsătorită cu scriitorul de limbă germană  Arnold Hauser
Din 1955-1968 a lucrat ca redactor pentru cărți de limbă germană la Editura Tineretului (București). În anul 1969 a devenit redactor șef la Editura Kriterion (București), unde a condus direct secțiunea de limbă germană în perioada 1969-1991. De asemenea a condus și secțiile pentru cărți în limbile sârbo-croată, ucraineană, slovacă, tatară, turcă si idiș.
Despre activitatea la Editura Kriterion, Hauser precizează într-un interviu în ziarul "Siebenbürgische Zeitung" (München): „Faptul că noi am putut publica aceste cărți n-a fost de la sine înțeles. N-a fost ușor să balansezi între ceea ce a fost strict înterzis și ceea ce a fost admis. [...] Autorii de limba germană din România au avut mai multe libertăți să-și exprime și să publice părerea decât colegii lor români. Conducerea statului le-a  dat – în anumite măsuri – mână liberă, deoarece și-a dat seama că acești autori [de limbă germană] n-au nici o influență asupra poporului [român], iar în vest astfel se dă impresie bună.” La întrebarea dacă a avut contact cu Securitatea Hauser a răspuns: „Securitatea la București a făcut parte din viața culturală – și nu numai acolo –  a făcut parte la viața de fiecare zi și mai ales în viața persoanelor cu funcții de conducere.”

## Activitatea politică
Hedi Hauser a fost membră PMR din anul 1957, iar din 1965 a fost membră Partidului Comunist Român.
Pe 3 iulie 1968 la București a avut loc la Comitetul Central al Partidului Comunist Român Consfătuirea oamenilor de cultură de minoritate germană cu Nicolae Ceaușescu unde a participat și Hedi Hauser împreună cu soțul său, Arnold Hauser. 1968 a fost anul în care Ceaușescu a vrut să inițieze un schimb de opinii privind construirea noii societăți socialiste. În aceasta perioadă, numită de comentatori din vestul Europei „perioada de desgheț” (germ. „Tauwetter-Periode”) mulți intelectuali, scriitori români și minoritari au intrat în P.C.R. Pentru Hedi Hauser, acest capitol a reprezentat începutul ascensiunii sale politice. Hedi Hauser a fost până în anul 1986 printre “cei cinci etnici germani membri plini ai Comitetului Central al PCR. Acești membri plini aparțineau ca reprezentanți ai naționalității germane […] celor mai înalte comitete politice ale țării.” Ca membră a CC al PCR Hedi Hauser a fost prezentă la Plenara CC al PCR din 23 noiembrie 1979. De asemenea Hauser a participat la Congresul al XIII-lea al PCR din 22-23 noiembrie 1984, când Ceaușescu a fost reales unanim ca secretar general al PCR. Hauser a fost de asemenea deputată în Marea Adunare Națională după cum urmează:
- Deputat în MAN, aleasă în circumscripția electorală nr.4 din Băile Herculane, județul Caraș-Severin în perioada 1975 - 1980;
- Deputat în MAN, aleasă în circumscripția electorală nr. 8 Jimbolia, județul Timiș în perioada 1980 – 1985;
- A fost de asemenea secretar al Marii Adunări Naționale în perioada 18 martie 1975 – 1985
- Membră supleantă a Comitetului Central al PCR în perioada 12 august 1969 – 28 noiembrie 1974
- Membră a Comitetului Central al PCR în perioada 28 noiembrie 1974 – 24 noiembrie 1989

În textele citate apare cu numele complet Hedwig Margarete Hauser, făcând parte din nomenclatura comunistă din epoca ceaușistă.
În afară de cărți pentru copii în limba germană, prin care a devenit cunoscută în România, Hauser a scris din când în când și texte dedicate partidului respectiv lui Ceaușescu, ca de exemplu „Das Symbol unserer Gewissheiten“ (“Simbolul certitudinilor noastre”) în antologia „Ehrung des Präsidenten CEAUȘESCU. Schriftsteller und Kulturschaffende melden sich zu Wort.“ („Omagiu președintelui CEAUȘESCU. Scriitori și oameni de artă au cuvântul.”)   
În anul 1991 a ieșit la pensie, s-a mutat la Hamburg, unde locuia deja o parte a familiei ei (doi din cei trei copii ai săi). Acolo a lucrat mai mulți ani ca secretară a Societății germano-române din nordul Germaniei (Deutsch-Rumänische Gesellschaft für Norddeutschland), înființată în 1995 la inițiativa consulului onorific al României în Hamburg, Hasso Kornemann, care a fost și primul său președinte, până în 1997.

## Distincții
În 1971, Gustav Heinemann, președintele RFG i-a conferit ordinul "Crucea de merit" (Verdienstkreuz am Bande) pentru menținerea și promovarea culturii germane în România.
În 1971 a primit Premiul Uniunii Scriitorilor din România. În 1971, Hedi Hauser a fost decorată cu Ordinul Muncii. 
A fost numită membru onorific al consulatului României la Hamburg.

## Scrieri
- Waldgemeinschaft "Froher Mut" und andere Geschichten, Editura Tineretului, București, 1957.
- Himpelchen, Pimpelchen und die Riesen, ilustrații de Coca Crețoiu-Seinescu, 1959
- Caleidoscop, Editura Tineretului, 1960
- Jetzt schlägt's dreizehn, Editura Tineretului, București, 1962 (ilustrații de Helmut Arz)
- Eine ganz tolle Geschichte, Editura Tineretului, București, 1962 (ilustrații de I. Druga), Editura Meridiane, București, 1963
- Viele Fenster hat mein Haus, Editura Tineretului, București, 1965
- Der Große Kamillenstreit, Editura Tineretului, București, 1966, (ilustrații de Edith Gross); Editura Ion Creangă, București, 1979, 1983 (ilustrații de Helga Unipan)
- Spiridușii pădurii, Editura Ion Creangă, București, 1975.
- Der Wunschring. Ein Lese-und Spielbuch für Kinder, Editura Kriterion, București, 1983
- Eine Tanne Ist Kein Hornissennest, Editura Ion Creangă, București, 1985.
- Igel Stachelfritz auf Reisen, Editura Ion Creangă, București, 1989
- Das verschnupfte Bilderbuch, Editura Hora, 1999, ISBN 9739868177

## Traduceri
- Rumänische Gedichte - Arghezi, Blaga, Ion Barbu (traducere Hedi Hauser / Michael Rehs,) Editura Erdmann, Tübingen, Basel, 1975
- Alexandru Mitru - Das Goldene Haehnchen (Kinderbuch). Traducere în germană de Hedi Hauser, ilustrații de Anton Perussi, Editura Ion Creangă, București, circa 1980.
- Alexandru Mitru - Die verwöhnten Prinzessinnen, Traducere în germană de Hedi Hauser, ilustrații de Gisela Neumann, Kinderbuchverlag, Berlin (RDG) 1983